# 鹿嶋勤労文化会館
鹿嶋勤労文化会館（かしまきんろうぶんかかいかん）は、茨城県鹿嶋市にあるホール。

## 概要
1987年に開館し、鹿嶋市の中心市街地に位置する。ホールはコンサート、集会、学会などに利用されている。最近では、加藤ミリヤや大黒摩季のコンサートツアーの会場の一つとしても利用された。
ネーミングライツパートナーの決定と新名称導入
鹿嶋市の建設業者である高正建設が命名権を取得し、鹿嶋勤労文化会館（以下、文化会館）のネーミングライツパートナーとなった。ネーミングライツパートナーが決定した事により、文化会館の新名称を「高正U&Iセンターホール（たかまさユーアンドアイせんたーほーる）」とした。期間は2024年（令和6年）5月1日から2029年（令和11年）3月31日まで。

## アクセス
- JR鹿島神宮駅よりタクシーで10分
- 東京駅より高速バス「かしま号」で「鹿嶋市役所」下車、徒歩数分

## その他
- 鹿嶋市役所
- ショッピングセンターチェリオ